# If I Had a Gun...
If I Had a Gun... è un singolo del gruppo musicale britannico Noel Gallagher's High Flying Birds, il terzo estratto dall'album di debutto omonimo. È stato pubblicato il giorno 14 ottobre 2011 nei formati CD e download digitale, e il 26 dicembre su 45 giri. Negli Stati Uniti la canzone era stata pubblicata in anticipo, il 20 settembre 2011, ma solo nel formato digitale e priva del lato B.

## Il brano
Terza traccia dell'album Noel Gallagher's High Flying Birds, If I Had a Gun... è stata composta da Noel Gallagher e prodotta da David Sardy. Il cantautore ha dichiarato che una prima versione del brano è stata scritta nell'aprile 2009 a Lima, in Perù, durante il tour degli Oasis per la promozione dell'album Dig Out Your Soul:
Inizialmente destinata ad essere il primo singolo della carriera da solista di Noel Gallagher, all'ultimo momento è stata sostituita da The Death of You and Me perché secondo l'autore gli ascoltatori avrebbero pensato che If I Had a Gun... «è grandiosa, ma sembra qualcosa degli Oasis.» In un'intervista con il tabloid The Sun Noel ha affermato che la ballata è dedicata «alla persona che ami di più, che potrebbe essere tua mamma, la tua ragazza, o tua moglie.»
Il brano era noto ai fan sin da quando lo spezzone di una versione acustica era stato registrato durante un soundcheck in Taiwan, in occasione del concerto degli Oasis del 3 aprile 2009, e successivamente pubblicato su YouTube. Al riguardo, lo stesso Noel Gallagher ha raccontato un aneddoto:
Il brano ha debuttato il 30 agosto 2011 sulla radio statunitense KROQ; il successivo 5 settembre è stato pubblicato anche sul canale ufficiale YouTube dell'autore. Nello stesso mese Noel Gallagher ha poi eseguito dal vivo varie versioni acustiche per alcune radio europee, tra cui l'italiana Virgin Radio.
Un remix ufficiale, curato dal duo psichedelico degli Amorphous Androgynous e chiamato Shoot a Hole into the Sun, è stato pubblicato nel marzo 2012 come lato B del singolo successivo Dream On. Infine, nell'ottobre 2012 una versione demo del brano, eseguita dal solo Noel Gallagher alla chitarra acustica, è stata inserita nel disco bonus Faster than the Speed of Magic (incluso nelle edizioni speciali dell'album dal vivo International Magic Live at The O2).
Il lato B]del singolo è I'd Pick You Every Time, un breve brano acustico che ricorda le atmosfere della musica country e del genere Americana. È stato diffuso in rete a partire dal 28 ottobre 2011, quando è stato reso disponibile per l'acquisto sullo store giapponese di iTunes. Ad oggi, la canzone non è mai stata eseguita dal vivo in un concerto dell'artista.
Analogamente al lato A del singolo, anche la versione "demo" di I'd Pick You Every Time è stata inclusa nel disco bonus Faster than the Speed of Magic del 2012.

## Video musicale
Il videoclip della canzone, filmato a Los Angeles e diretto da Mike Bruce, mostra la celebrazione di un matrimonio in cui Noel Gallagher recita il ruolo del prete. Durante la cerimonia entra in scena un cowboy (Jilon VanOver), che si tuffa in una piscina; la sposa (Peyton List) lo segue e infine si allontana a cavallo con lui. Il video costituisce il primo capitolo in ordine cronologico di una trilogia chiamata Ride The Tiger, completata dai video dei due precedenti singoli The Death of You and Me e AKA... What a Life!. Il debutto è avvenuto su YouTube il 26 settembre 2011.

## Tracce
CD, 7"
1. If I Had a Gun... – 4:18
2. I'd Pick You Every Time – 2:11

Download digitale
1. If I Had a Gun... – 4:18
2. I'd Pick You Every Time – 2:11
3. If I Had a Gun... (video)

## Classifiche
| Classifica (2011/12)      | Posizione massima |
| ------------------------- | ----------------- |
| Belgio (Fiandre)          | 81                |
| Germania                  | 94                |
| Giappone                  | 2                 |
| Italia                    | 76                |
| Regno Unito               | 95                |
| Regno Unito (independent) | 11                |
| Scozia                    | 98                |
| Stati Uniti (alternative) | 25                |
| Stati Uniti (rock)        | 46                |